# Țara Galilor de sud

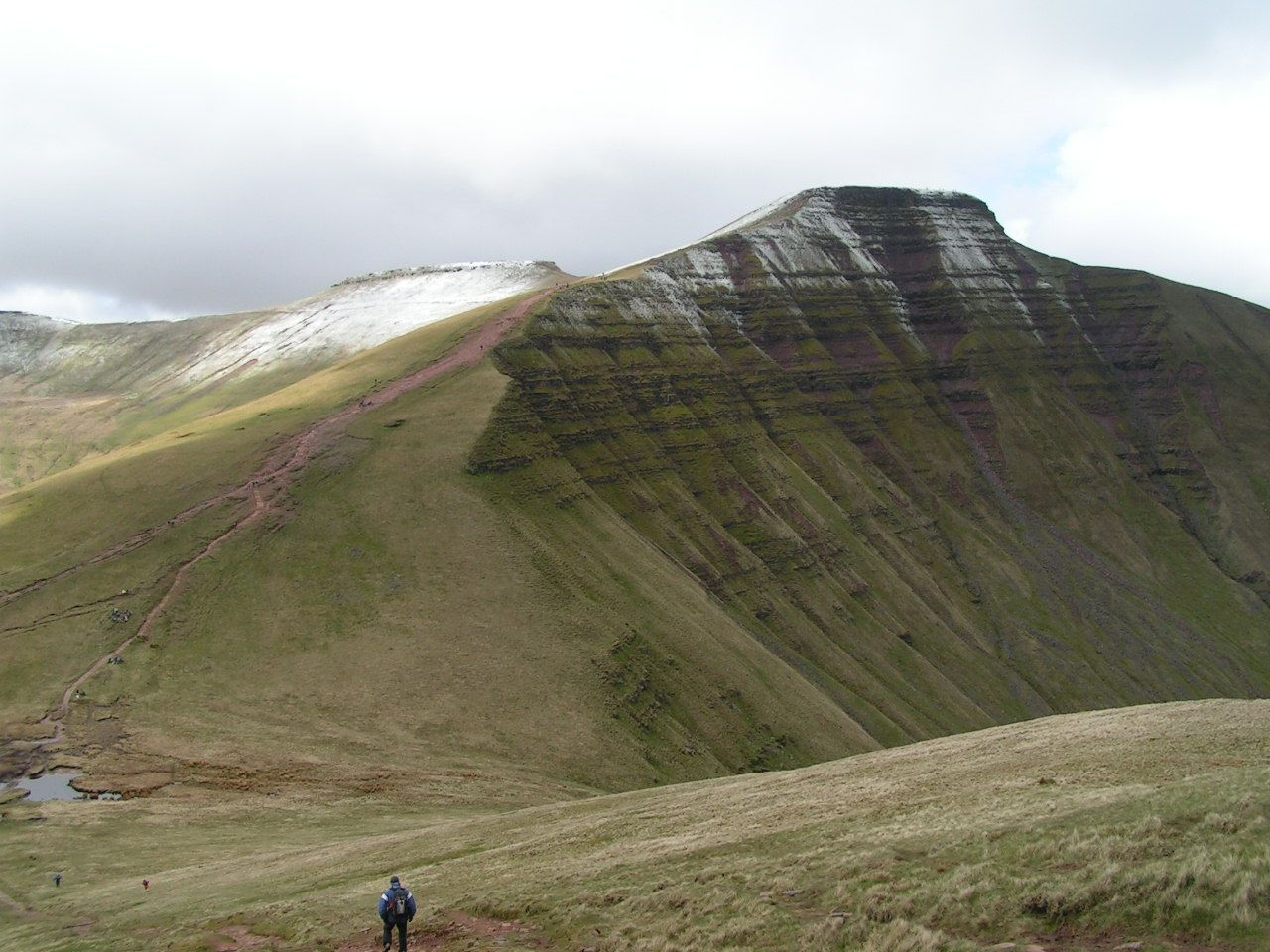
Muntele Pen Y Fan.

Țara Galilor de sud (galeză De Cymru) este o regiune din Țara Galilor. Această regiune conține aproape o treime din populația Țării Galilor, având orașe cum ar fi Cardiff, Swansea și Newport. 